# Pseudogaurax elachipteroides
Pseudogaurax elachipteroides är en tvåvingeart som beskrevs av Curtis W. Sabrosky 1945. Pseudogaurax elachipteroides ingår i släktet Pseudogaurax och familjen fritflugor. Inga underarter finns listade i Catalogue of Life.